# Mark Hanslip
Mark Hanslip (* 22. Oktober 1979) ist ein britischer Jazz- und Improvisationsmusiker (Tenorsaxophon).

## Leben und Wirken
Hanslip begann seine Musikerkarriere in der Jazz- und aufkeimenden Improvisationsszene von Birmingham, u. a. mit dem Pianisten Steve Tromans und dem Altsaxophonisten Chris Bowden. Früh arbeitete er im großformatigen Ensemble des Pianisten Hans Koller (New Memories, 2002; London Ear 2005). Er zog schließlich nach London, spielte im National Youth Jazz Orchestra (Someting Old Something New, 2004), bei Michael Garrick (Yet Another Spring, 2006) und Paul Dunmall (Weeping Idols, 2012, mit Philip Gibbs, Ed Ricard). 2010 spielte Hanslip im Duo mit dem Schlagzeuger Javier Carmona sein Debütalbum Dosados (Babel) ein; 2017 legte er die Duoproduktion And How the Who Can Think the What... (FMR Records, mit Ed Gauden) vor.
In der Improvisationsszene arbeitete Hanslip mit Neil Metcalfe, Veryan Weston, Javier Carmona, im Trio TOM-MIX (mit Tony Marsh, Olie Brice) und in den Midlands mit Bruce Coates, Paul Dunmall und Mike Hurley. Des Weiteren arbeitete er mit Keith Tippett, in den Formationen Crux Trio, Examples of Twelves, Jonathan Bratoëff Quartet, Olie Brice Quintet, Nostalgia 77, The Skeleton, The Voices 0f Time, Tony Bianco's Utoma Quartet, Twelves Trio und UN schooLED. Er spielt gegenwärtig (2018) im HTrio mit Otto Willberg (Bass) und Andrew Cheetham (Schlagzeug). Zu seinen aktuellen (2018) Projekten gehört ein Duo mit Javier Carmona und ein Trio (Hanslip/Hurley/Sanders). Er unterrichtet Jazz an der Guildhall School of Music and Drama (GSMD) und am  King’s College London.